# Hallie D’Amore
Hallie D’Amore (geboren am 13. August 1942 in Harvey, Illinois; gestorben am 14. Dezember 2006 in Los Angeles, Kalifornien) war eine amerikanische Maskenbildnerin.

## Leben
D’Amore war seit Mitte der 1980er Jahre an mehr als 50 Film- und Fernsehprojekten beteiligt.
Sie war mit dem Photographen Richard D’Amore verheiratet. Das Paar hatte zwei gemeinsame Töchter. Am 14. Dezember soll sie nach Aussage der Polizei zunächst ihren Mann erschossen und danach Suizid begangen haben.

## Auszeichnungen (Auswahl)
Gemeinsam mit Daniel C. Striepeke und Judith A. Cory wurde D’Amore 1995 in der Kategorie Bestes Make-up für einen Oscar nominiert. Sie hatten zusammen am Film Forrest Gump gearbeitet.
Im Jahr 2000 wurde sie zusammen mit Stan Winston und Ve Neill für ihre Arbeit an dem Film Galaxy Quest – Planlos durchs Weltall für einen Saturn Award in der Kategorie Bestes Make-up nominiert.
2003 wurde sie für ihre Arbeit an Eine Frage der Liebe mit einem Emmy ausgezeichnet.

## Filmografie (Auswahl)
- 1992: Fatale Begierde (Unlawful Entry)
- 1994: Forrest Gump
- 1998: Stadt der Engel (City of Angels)
- 1999: Galaxy Quest – Planlos durchs Weltall (Galaxy Quest)
- 2001: Plötzlich Prinzessin (The Princess Diaries)
- 2003: Eine Frage der Liebe (Normal)